# Itonamas
No século XVII, os itonamas não habitavam em grandes aldeias e estavam dispersos ao longo das margens dos rios Itonama e Machupo. Esse grupo étnico falava uma língua isolada, cultivava milho, além de caçar e pescar.
Eram hábeis canoeiros e foram considerados excelentes tecelões (devido aos trabalhos com algodão e cestarias) da área de "Llanos de Mojos" .